# Telipogon casadevalliae
Telipogon casadevalliae är en orkidéart som beskrevs av Nauray, A.Galán och Mamani. Telipogon casadevalliae ingår i släktet Telipogon och familjen orkidéer.
Artens utbredningsområde är Peru. Inga underarter finns listade i Catalogue of Life.